# Petroicidae
Famille
Les Petroicidae sont une famille de passereaux qui comprend 19 genres et 51 espèces

## Liste alphabétique des genres
D'après la classification de référence (version 14.2, 2024) du Congrès ornithologique international :
- Amalocichla (2 espèces)
- Pachycephalopsis (2 espèces)
- Eugerygone (1 espèce)
- Petroica (14 espèces)
- Devioeca (1 espèce)
- Kempiella (1 espèce)
- Cryptomicroeca (1 espèce)
- Monachella (1 espèce)
- Microeca (3 espèces)
- Drymodes (3 espèces)
- Heteromyias (3 espèces)
- Plesiodryas (1 espèce)
- Leucophantes (1 espèce)
- Poecilodryas (3 espèces)
- Melanodryas (2 espèces)
- Peneothello (5 espèces)
- Gennaeodrias (1 espèce)
- Eopsaltria (2 espèces)
- Quoyornis (1 espèce)
- Tregellasia (2 espèces)

## Liste des espèces
D'après la classification de référence (version 5.2, 2015) du Congrès ornithologique international (ordre phylogénique) :